# Петровський Леонід Григорович
Петровський Леонід Григорович (30 травня (11 червня) 1897 — 17 серпня 1941) — радянський воєначальник, генерал-лейтенант.

## Біографія
Петровський Леонід Григорович народився 11 червня 1897 року в селищі Неліповського рудника (нині місто Артемове Торецької міської ради Донецької області).
Його батьки, Григорій Іванович і Домна Федорівна, які були переслідувані царської охранкою за активну участь у робітничому русі в місті Катеринославі (нині Дніпропетровськ), були змушені виїхати на Донбас. Григорій Іванович Петровський працював слюсарем на Щербинівському руднику (нині шахта імені Дзержинського в місті Торецьк Донецької області).
Тут він спільно з Петром Анісимовичем Мойсеєнко, на початку 1903 року організував соціал-демократичний гурток. Вони керували проведенням маївок і страйків шахтарів на Щербинівських рудниках в 1903–1905 роках.
У 1917 році Петровський Леонід Григорович вступив до Червоної Гвардії і брав участь у штурмі Зимового палацу в Ленінграді.
У роки  громадянської війни брав участь у боях на різних фронтах як командир взводу, роти, помічник командира і комісар полку. Був тричі поранений.
Закінчив академію РСЧА (1922 рік), курси удосконалення вищого командного складу (1928 рік). Після закінчення академії Петровський командував батальйоном, полком, був начальником штабу стрілецької дивізії. З листопада 1928 року командував кавалерійською, потім стрілецької дивізії, а з травня 1937 року він командир 5-го стрілецького корпусу в Білоруському воєнному окрузі. З грудня 1937 року Л. Петровський командувач Середньоазіатським військовим округом, а з березня до травня 1938 року заступник командувача військами Московського військового округу.
Під час репресій у травні 1938 року він був відсторонений від посади і звільнений в запас. У грудні 1940 року поновлений у кадрах армії і призначений командиром шістдесят третього стрілецького корпусу, який дислокувався в Приволзькому військовому окрузі. Шістдесят третій стрілецький корпус у червні-серпні 1941 року в складі 21-ї армії Західного фронту брав участь в оборонних боях у Білорусі, в районі Рогачіва та Жлобина. У липні в ході контрудару радянських військ на Бобруйському напрямку корпус під керівництвом Петровського успішно форсував Дніпро, звільнив Рогачів і Жлобин, просунувся на 30 км на захід від Дніпра.
13 серпня 1941 року, коли корпус вів бої в оточенні, Петровський одержав наказ про призначення його командувачем 21-ї армії. Однак він попросив відстрочити вступ на посаду до виведення частин корпусу з оточення.
Після майже 50-денних запеклих боїв 17 серпня 1941 року на південний схід від Жлобина при прориві з оточення генерал Петровський був смертельно поранений. Похований у селі Стара Рудня Жлобинського району Гомельської області.
Після Німецько-радянської війни за Постановою Ради Міністрів СРСР на могилі Л. Г. Петровського встановлено пам'ятник.

## Нагороди, пам'ять
Нагороджений орденами Червоного Прапора, Вітчизняної війни I ступеня (посмертно), Червоної Зірки, медаллю «XX років РСЧА».
Почесний громадянин міста Жлобина Гомельської області Білорусі (1999, посмертно).
Іменем Петровського Л. Г. названа вулиця в місті Жлобин.